# Idol (ペトロールズのシングル)
『Idol』（アイドル）は、ペトロールズのシングル。

## 概要
- 初のツアー「第1スティント」会場限定で販売。
- 第1スティントステッカー（ジャケットと同絵柄のステッカー）が1枚封入されている。

## 収録曲
| 全作詞・作曲: 長岡亮介、全編曲: ペトロールズ。 |                                          |          |            |      |
| #                                              | タイトル                                 | 作詞     | 作曲・編曲 | 時間 |
| 1.                                             | 「ホロウェイ」(再録)                     | 長岡亮介 | 長岡亮介   | 7:00 |
| 2.                                             | 「闖入者」                               | 長岡亮介 | 長岡亮介   | 4:41 |
| 3.                                             | 「ホロウェイ（マイナスワン）」(カラオケ) | 長岡亮介 | 長岡亮介   | 6:59 |